# Городище (Старооскольский городской округ)
Городище — село в Старооскольском районе Белгородской области, административный центр Городищенской сельской территории.

## География
Село Городище расположено в 30 км от г. Старый Оскол и в 186 км от г. Белгород. На востоке граничит с селом Солдатское, на юге — с Чернянским районом, на западе — с селом Обуховка, на севере расположен лесной массив. Расстояние от села до ближайшей железнодорожной станции Голофеевка — 12 км.
Через село проходит важная транспортная магистраль с твердым покрытием межрайонного значения. В экономическом плане географическое расположение села выгодное, климатические условия позволяют развиваться почти всем отраслям народного хозяйства, главным образом, производству сельскохозяйственной продукции.
Городище расположено на реке Котёл. Современная территория села представляет собой всхолмленную равнину, изрезанную оврагами, балками и речными долинами. Почвенный покров в селе Городище представлен в основном выщелоченными типичными черноземами, преимущественно тяжелосуглинистого и глинистого состава. В балках формируются черноземы карбонатных, по днищам пойменно-аллювиальных почв, лугово-болотные, лугово-чернозёмные.

## Климат
Климат умеренно континентальный. Среднегодовая температура воздуха + 8,3°С, самая минимальная −36°С, максимальная +41 °С. Продолжительность безморозного периода 158 дней. Общий вегетационный период 90 дней, причем период активной вегетации 150 дней. Господствуют восточные метиловые и суховейные ветры. Количество годовых осадков составляет 496 мм.

## История
В районе села располагалась сторожа, использовавшаяся как наблюдательный пункт за Кальмиусской сакмой.
Первое упоминание о селе встречается в документах за 1692 год, но, вероятно, оно возникло в первой половине XVII века. В селе имелась церковь, но после пожара 1762 года , новую построили и открыли уже в 1763 году. До 1779 года село входило в состав Старооскольского уезда Белгородской губернии, в этом же году часть территории Старооскольского уезда отошла к Воронежской губернии. Был образован Нижнедевицкий уезд, куда вошло село Городище. 
В 1780 году построили новую церковь, которая носила имя святых бессребренников Косьмы и Дамиана. 
До 1848 года носило название Космодемьяновка. 
В 1856 году население в селе составляло 2714 жителей, в основном это были государственные и помещичьи крестьяне.
В 1859 году в селе насчитывалось 273 двора, в которых проживало 1608 мужчин и 1721 женщин.
В 1892 году в селе был построен маслобойный завод, который пользовался известностью. В 1898 году в Городище был построен винный завод. Основными видами деятельности в селе были: земледелие, из зерновых культур высевали рожь и пшеницу, широко культивировались овёс, гречиха, ячмень, просо. Занимались также крестьяне скотоводством,  лошадей сами не разводили, а завозили их с Дона.
По решению Нижнедевицкого земства на территории села Городище были открыты две земские школы. Строительство одной из них, центре села,  взял на себя помещик Василий Арестов в 1872 г., вторую открыли в хуторе Обуховский, на территории поместья графа Орлова. Здания были деревянные, с печным топлением и освещались керосиновыми лампами. Обучались только мальчики. Обучение было четырехлетним, преподавали математику, чтение, Закон Божий. 
В 1917 году в Городище было примерно 10 тысяч жителей. Первое коллективное хозяйство образовалось в 1924 году. В 1930 году в Городище был организован колхоз «Гигант». С 1930 по 1934 год в селе Городище образовалось 7 колхозов.
С июля 1928 года Городище — центр Городищенского сельсовета в Шаталовском районе с одним населенным пунктом.

### Великая Отечественная война
Развитие села прервала война. Более 2000 человек из Городища ушло на фронт. В селе был создан партизанский отряд. В период оккупации на территории села находился лагерь для советских военнопленных.
Танковое сражение
По воспоминаниям генерал-майора вермахта Фридриха фон Меллентина, в июне 1942 года в ходе наступления 4-й танковой армии на Воронеж в районе Городища произошло танковое сражение:
В танковом бою у Городища, как раз посередине между Курском и Воронежем, передовые танковые части русских были встречены противотанковой артиллерией танкового корпуса и затем уничтожены нашими танками, атаковавшими противника с фланга и с тыла. Поскольку у наших командиров была возможность своевременно «заглянуть» в расположение противника и узнать, что он готовит, они могли организовать засады и отразить одну за другой контратаки противника.
После оккупации
В ночь с 19 на 20 января 1943 года танкисты 116-й танковой бригады 40-й армии подошли к Городищу. 21 января 1943 года село было освобождено.

### После войны
После освобождения в Городище началось восстановление хозяйства. С 1946 года «Артель» начала строить свою собственную производственную базу на улице Горка. Были построены цеха: распилочный, заготовительный, сборочный, сушильный, склады готовой продукции и другие подсобные помещения. Все работы производились вручную.
В 1950-е годы в Городищенском сельсовете Шаталовского района состояли село Городище и поселок Петровский. После декабря 1962 года Городищенский сельсовет вошёл в Старооскольский район.
В 1967 году был открыт памятник на братской могиле советских воинов, погибших в боях с фашистскими захватчиками в 1943 году. Захоронено 44 человека. Находится недалеко от храма Святых бессребреников Космы и Дамиана.
В июле 1980 через село прошла эстафета олимпийского огня.

### Постсоветский период
В начале 1990-х годов Городище — центр двух совхозов «Городищенского» (в 1992 г. — 370 рабочих) и «Петровского» (в 1992 г. — 858 рабочих), производящих продукцию растениеводства и животноводства. В 1995 году в Городище — АОЗТ «Городищенское» и АОЗТ «Флоэма», АООТ «Крахма», три оптово-торговых предприятия, участок ремонта и строительства жилья треста «Белгородремстройбыт», ТОО «Энергия» (ремонтное), муниципальное предприятие «Алезан» (трикотаж), восемь фермерских хозяйств, ТОО «Салекс» (комбикорм), почтовое отделение, фельдшерско-акушерский пункт, дом культуры, средняя школа, 2 библиотеки.
В 1997 году с. Городище (1533 домовладения, 3752 жителя) — центр Городищенского сельского округа (село, поселок и хутор) в Старооскольском районе.

## Население
| 1859 | 1897  | 1959  | 2002  | 2010  | 2021  |
| ---- | ----- | ----- | ----- | ----- | ----- |
| 3333 | ↗4742 | ↗6175 | ↘3436 | ↗3562 | ↘3420 |

В 1900 году в селе Городище насчитывалось 688 дворов, 7565 мужчин и 2576 женщин.
В 1931 году в селе насчитывался 7971 житель.
На 17 января 1979 года в Городище — 4597 жителей, на 12 января 1989 года — 3800 (1648 мужчин, 2152 женщины).

## Религия
С 1997 года в селе началось возрождение церковной жизни: в помещении бывшего магазина была обустроена молитвенная комната, в центре села в этом же году архиепископом Белгородским и Старооскольским Иоанном был освящен закладной камень на месте будущего храма в честь святых Космы и Дамиана. Был разработан проект храма, началось его строительство. 12 ноября 2006 года — в канун праздника св. бессребреников Космы и Дамиана освятил храм архиепископ Белгородский и Старооскольский Иоанн в сослужении духовенства Старого Оскола и района.

## Инфраструктура
В настоящее время на территории села находятся молочный комплекс агрохолдинга Авида, ЗАО — Оскольское молоко МТК, ООО «Городище — Хлеб», школа, детский сад, Дом культуры, библиотека, филиал почты.

## Известные уроженцы
- Болотских, Михаил Васильевич (род. 28 октября 1960) — украинский генерал-полковник службы гражданской защиты, председатель ГСЧС Украины с 24 декабря 2012 по 2 марта 2014, председатель Луганской областной государственной администрации c 2 марта 2014 по 10 мая 2014.
- Болотских, Николай Степанович (род. 1938) — советский и украинский учёный.

### Комментарии
1. ↑  Речь идет о действиях 48-го танкового корпуса вермахта, начальником штаба которого служил Меллентин. Говоря о «возможности своевременно «заглянуть» в расположение противника», автор имеет в виду действия самолетов-разведчиков FW-160)

### Сноски
1. 1 2  Итоги Всероссийской переписи населения 2020 года (по состоянию на 1 октября 2021 года)
2. 1 2 3  Летопись населённых пунктов Старооскольского городского округа Белгородской области - Мое Семейное Древо. pomnirod.ru. Дата обращения: 25 апреля 2025.
3. ↑  Меллентин, 1999, с. 234.
4. ↑  Братская могила советских воинов, погибших в боях с фашистскими захватчиками в 1943 году, село Городище | - Управление культуры Старооскольского городского округа. Дата обращения: 30 октября 2018. Архивировано 30 октября 2018 года.
5. ↑  Советский спорт, 13 ноября 1983, №261, с. 1.
6. ↑  Списки населённых мест Российской империи. IX. Воронежская губерния. По сведениям 1859 года
7. ↑  Населенные места Российской империи в 500 и более жителей с указанием всего наличного в них населения и числа жителей преобладающих вероисповеданий по данным первой всеобщей переписи населения 1897 г.: под ред. Н. А. Тройницкого — СПб.: 1905. — 270 с.
8. ↑  Всесоюзная перепись населения 1959 года. Численность сельского населения РСФСР - жителей сельских населённых пунктов - районных центров по полу
9. ↑  Всероссийская перепись населения 2002 года
10. ↑  Всероссийская перепись населения 2010 года. Белгородская область. 15. Численность населения городских и сельских населённых пунктов
11. ↑  Культурно-историческое наследие села. Дата обращения: 4 июня 2018. Архивировано 10 июня 2018 года.
12. ↑  Осыков Б. И. Сёла Белгородские. Энциклопедический справочник. — Белгород: Облтипография, 2001. — 312 с.